# Partido Unidad Nacional
El Partido Unidad Nacional (en francés: Parti de l'unité nationale, PUN) es un partido político de Haití creado para apoyar a la dictadura de François Duvalier y, posteriormente, de su hijo y sucesor Jean-Claude Duvalier.

## Historia
El PUN fue fundado en 1957 como plataforma política para presentar la candidatura de François Duvalier en la elección de septiembre de ese año. En 1963 los demás partidos políticos haitianos fueron ilegalizados, con lo que el PUN se convirtió en el partido único. Dicha situación se mantendría hasta la caída de Jean Claude Duvalier en 1986, posterior a la cual entraría en una etapa de bajo perfil, incluyendo su cambio de nombre a Partido Nacional Progresista (en francés: Parti Nationale Progressiste).
El partido inició un proceso de reconstitución bajo su nombre original a partir de 2014, abriendo sedes locales y participando de elecciones, presentando a Drouillard Marc-Arthur como candidato en la elección presidencial de 2015. Hacia dicha fecha la representante legal del partido era Philomène Exe.